# Крутое (платформа)
Круто́е — остановочный пункт Горьковского направления Московской железной дороги в городе Орехово-Зуево Московской области. Мимо платформ в стороне проходят также пути Большого кольца МЖД параллельно остальным путям. Остановочный пункт открыт в 1932 году.
Платформа находится в границах станции Орехово-Зуево — одна из шести платформ этой станции и одна из двух на Горьковском направлении. Оборудована турникетами с середины 2000-х годов.
Для электропоездов «Москва — Крутое» платформа является конечной остановкой, для них к востоку от платформ есть три отстойных пути с тупиками. Все электропоезда Большого кольца из/на Александров (Куровская — Орехово-Зуево — Александров I) проходят Крутое без остановки, так как двигаются по путям Большого кольца, на которых отсутствуют платформы.
Железнодорожные платформы соединены пешеходным мостом, однако, чтобы с помощью моста пройти с одной платформы на другую, необходимо преодолеть турникетный павильон. Касса находится с северной стороны от дороги у начала пешеходного моста (ранее находилась на платформе на Москву).
Время движения от Курского вокзала — от 1 часа 25 минут (для экспрессов) до 2 часов (для идущих со всеми остановками).
С платформы в шаговой доступности находятся автобусные остановки городских и пригородных маршрутов:
- «Музей» и «Магазин № 20» на улице Кирова — в 450 метрах на север-запад и на север-восток соответственно (городские маршруты № 8 (Карболит-Холодильник), № 10 (пос. Текстильщиков-Парковская-Холодильник), пригородный маршрут на Войнову Гору № 75к.
- Остановка «Стадион „Знамя Труда”» на ул. Торфобрикетная в 150 метрах на юго-запад (пригородный маршрут № 45 ул. Лапина — 7-й участок).

Выход в город: на север — микрорайон Крутое (ул. Ленина / ул. Кирова, Хладокомбинат «Холодильник»), далее на север — через пешеходный мост через Клязьму — Парковский микрорайон. На юг — к заводу «Транспрогресс» (ул. Торфобрикетная) и дачным участкам, к микрорайону Первая Советская.
В 2023 году, в связи с открытием движения по линии МЦД-4, платформа была определена как последняя станция зоны «Дальняя» (в сторону от станции Железнодорожная).

## Галерея
- Северная платформа и путь Горьковского направления на Москву. Вид на восток
- Южная платформа и путь Горьковского направления на Петушки. Электропоезд на пути для конечных маршрутов. Вид на восток
- Два главных пути Большого кольца (справа) и путь из Петушков на Большое кольцо. Вид на восток
- Вид на запад, видны стрелки с пути для конечных маршрутов на оба главных пути